# Heimatfilme
Heimatfilme (pronúncia em alemão: [ˈhaɪmatˌfɪlm], alemão para "filmes de pátria"; no singular: Heimatfilm) foi um gênero de filmes popular na Alemanha, Suíça e Áustria do final dos anos 1940 ao início dos anos 1960. Heimat pode ser traduzido como "casa" (no sentido geográfico), "cidade natal" ou "pátria".
O gênero nasce após a devastação da Alemanha na Segunda Guerra Mundial e permaneceu popular do final dos anos de 1940 ao início dos anos de 1960. Os filmes sugeriam um mundo inteiro e romântico intocado pela guerra e pelos perigos da vida real. O estúdio Berolina Film, com sede em Berlim, foi a força motriz por trás do desenvolvimento de Heimatfilme.
Na era imediatamente pós-Segunda Guerra Mundial, a ideia de Heimat está ligada aos movimentos de expulsão de alemães étnicos, que foram deslocados dos antigos territórios orientais da Alemanha em suas fronteiras anteriores a 1938. Preocupações contemporâneas com expulsão e reintegração se manifestam em muitos dos mais de trezentos Heimatfilme produzidos na década de 1950. Isto é particularmente verdadeiro para o Vertriebenenfilme, como mostra Johannes von Moltke a respeito da versão de 1951 de Grün ist die Heide. O Heimatfilme feitos durante as chancelarias de Konrad Adenauer e Ludwig Erhard apresentam imagens idílicas do campo. No entanto, o gênero do pós-guerra lida com questões de modernização, mudança social e consumismo; ele "permite a resolução positiva das preocupações sociais e ideológicas contemporâneas sobre território e identidade".

## Critério
Os Heimatfilme eram geralmente filmados nos Alpes, na Floresta Negra ou na Charneca de Lüneburg, e sempre envolviam o ar livre. Suas características eram seus ambientes rurais, tom sentimental e moral simplista, e centravam-se no amor, na amizade, na família e na vida não urbana. Envolveram também a diferença entre velhos e jovens, tradição e progresso, vida rural e urbana. A estrutura típica do enredo envolvia um cara bom e um cara mau querendo uma garota, o conflito se desenvolve e o "cara legal" finalmente triunfa para conquistar a garota, deixando todos (exceto o cara mau) felizes.
No final dos anos 1960 e nos anos 1970, jovens diretores de cinema da Alemanha Ocidental associados ao Novo Cinema Alemão começaram a desafiar muitos dos pressupostos culturais inerentes ao Heimatfilm. Os resultados são rotulados de forma variada como "Heimatfilme crítico", "novo Heimatfilme" e "anti-Heimatfilme". Exemplos de tais filmes incluem Man on Horseback (1969), de Volker Schlöndorff, e The Sudden Wealth of the Poor People of Kombach (1970); Cenas de Caça da Baviera, de Peter Fleischmann (1969); Jaider, o Caçador Solitário (1971), de Volker Vogeler ; Mathias Kneissl, de Reinhard Hauff (1970); e Eu te amo, eu te mato de Uwe Brandner (1971). Um exemplo mais recente de um anti-Heimatfilm é The White Ribbon (2009), de Michael Haneke, indicado ao Oscar.
A trilogia de filmes chamada Heimat do diretor alemão Edgar Reitz (1984, 1992 e 2004) foi descrita como "pós-Heimatfilm" porque o diretor não se propõe a desafiar o gênero em termos políticos ou sociais, nem idealiza o passado para o futuro na extensão que Heimatfilme anterior fez.

## Outros espaços culturais
O equivalente ao heimatfilm dos Estados Unidos é o Western, que apresenta uma largura de banda maior. O filme Hearwood (1998) da direção alemã dos anos cinquenta aproximou-se do gênero. Era uma história de amor rural, inserida em um conflito econômico ecologicamente colorido entre um banco de uma cidade grande e uma serraria de vilarejo.
No geral, há muito em comum no desenvolvimento de filmes caseiros alemães e de faroeste americano. O início do Western também mostrou um mundo idealizado, cheio de clichês, personagens em xilogravura e esquemas simples. Eles foram atribuídos pelos Spaghetti western na década de 1960, mas também usaram um desenvolvimento que levou a westerns tardios e anti-ocidentais, que às vezes desenham uma imagem pessimista como os filmes caseiros modernos. Assim como esses, os faroestes modernos também devem ser considerados como filmes históricos.